# Kermes pettiti
Kermes pettiti är en insektsart som beskrevs av Edward MacFarlane Ehrhorn 1899.
Kermes pettiti ingår i släktet Kermes och familjen eksköldlöss. Inga underarter finns listade i Catalogue of Life.